# Leo Spitzer
Leo Spitzer (ur. 7 lutego 1887 w Wiedniu, zm. 16 września 1960 w Forte dei Marmi) – austriacki językoznawca i filolog romański.

## Życiorys
W czasie I wojny światowej służył jako cenzor wojskowy w obozach jenieckich. Studiował w Wiedniu, a następnie był wykładowcą i profesorem romanistyki w Wiedniu (1913-1918) oraz na:
- Uniwersytecie Fryderyka Wilhelma w Bonn (1918-1925),
- Uniwersytecie w Marburgu (1925-1930),
- Uniwersytecie Kolońskim (1930-1933)[1].

Doktoryzował się w 1910 u prof. Wilhelma Meyera-Lübkego. Po wygranych przez hitlerowców wyborach wyemigrował do Turcji, gdzie w latach 1933-1936 wykładał na Uniwersytecie Stambulskim. Od 1936 został wykładowcą Uniwersytetu Johnsa Hopkinsa w Baltimore. 
Był jednym z najwybitniejszych przedstawicieli językoznawstwa neoidealistycznego. Jego twórczość koncentrowała się głównie wokół etymologii, składni i semantyki historycznej, jak również interpretacji stylistycznej dzieł literatury romańskiej i angloamerykańskiej. Jego wcześniejsze interpretacje utworów literackich były silnie nasycone freudyzmem. Podkreślał rolę czynnika intuicyjnego w swoich badaniach naukowych, jednak wystrzegał się impresjonizmu oraz dowolności w interpretacjach.

## Dzieła
Wybrane dzieła:
- Die Worbildung als stilistisches Mittel (1910),
- Aufsätze zur romantischen Syntax und Stilistik (1918),
- Stilstudien (1928),
- Romantische Stil- und Literaturstudien (1931),
- Stylistics and Literary History (1948),
- Essays in Historical Semantics (1948),
- A Method of Interpreting Literature (1949),
- Romantische Literaturstudien 1936-1956 (1959),
- Essays on English and American Literature (1962),
- Classical and Christian Ideas of World Harmony (1963)[1].